# Camp militaire Kamituga
Vous venez d’apposer le modèle de débat d'admissibilité.
Avant toute chose, veuillez créer la page de débat correspondante en cliquant ici.
- Une fois la page de vote initialisée, rafraîchissez cette page, et le bandeau prendra son aspect définitif.
- Si votre débat d'admissibilité est groupé (le motif et l’argumentation doivent être les mêmes), modifiez cette page pour ajouter au modèle le paramètre « cat » suivi du nom de la page de discussion de l’article pour lequel la page de débat existe déjà (ex. : cat=Discussion:Nom_de_l'autre_article). Ensuite, suivez les nouvelles instructions qui apparaissent.
- Vous pouvez également utiliser le paramètre « type » pour faciliter l’accès aux critères d’admissibilité. Exemple : {{suppression|type=mot-clé}}. Liste des mots-clés existants : fiction, musique, art visuel, fanzine, jeu de société, porno, sportif, association, enseignement, société, site web, route, nombre, (Liste complète ici).

| 1. | Créez la page de débat d'admissibilité.                                                                      | Sauvegardez d’abord la page pour l’initialiser puis indiquez votre motivation.                 |
| 2. | Important : ajoutez une entrée dans la section Débat d'admissibilité du jour.                                | Utilisez ce texte : *{{L\|Camp militaire Kamituga}}                                            |
| 3. | Pensez à informer les contributeurs principaux de la page et les projets associés lorsque cela est possible. | Utilisez ce texte : {{subst:Avertissement débat d'admissibilité\|Camp militaire Kamituga}}~~~~ |

Le camp militaire de Kamituga est une installation des Forces armées de la république démocratique du Congo (FARDC) située dans la ville de Kamituga, province du Sud-Kivu, à l'est du pays. Cette ville est principalement reconnue pour ses activités minières, notamment l'extraction artisanale de l'or.

## Histoire

### Rôle et importance
Le camp joue un rôle crucial dans le maintien de la sécurité et de l'ordre dans cette région riche en ressources naturelles mais souvent sujette à des tensions et des conflits liés à l'exploitation minière. Les militaires stationnés à Kamituga sont chargés de protéger les habitants et de sécuriser les sites miniers contre diverses menaces, y compris les groupes armés et les bandits.

## Recrutement et formation
En décembre 2022, une initiative notable a vu 44 jeunes de Kamituga s'enrôler au sein des FARDC. Le colonel Tshihutu Vella Verdick, commandant du 3306ᵉ régiment, a supervisé cette opération, soulignant l'importance de renforcer les effectifs militaires locaux pour mieux répondre aux défis sécuritaires de la région. Le maire intérimaire de Kamituga, Alexandre Ngandu Kamundala, a encouragé ces nouvelles recrues à défendre le pays contre les agresseurs et a appelé d'autres jeunes à suivre cet exemple .

## Défis sécuritaires
Malgré la présence militaire, Kamituga continue de faire face à des défis sécuritaires. En octobre 2023, une journée "ville morte" a été organisée par diverses couches sociales et politiques pour protester contre l'insécurité croissante. Les habitants ont exprimé leur mécontentement face aux autorités politico-administratives, policières et militaires, les accusant de ne pas assurer une protection adéquate. Des incidents ont été signalés lors de cette manifestation, impliquant des éléments des FARDC basés à Kamituga .

## Relations avec la communauté
Les interactions entre les militaires du camp et la population locale sont essentielles pour le maintien de la paix et de la sécurité. Des efforts continus sont nécessaires pour renforcer la confiance mutuelle et assurer une collaboration efficace entre les forces armées et les civils, surtout dans une région où les tensions peuvent être exacerbées par les enjeux économiques liés à l'exploitation minière.